# 潘金培
潘金培（1935年10月—2023年1月19日），中华人民共和国水生生物学家，中国科学院南海海洋研究所研究员、原所长，广东省政协原副主席，第九届全国政协常务委员。